# Teona
Teona – imię żeńskie pochodzenia greckiego; żeński odpowiednik imienia Teonas, oznaczającego "boski" lub, według innych źródeł, dotyczącego osoby wywodzącej się z Teos, miasta w Jonii. 
Odpowiedniki w innych językach
- francuski - Théonoé
- rosyjski - Феоноя, (pol.) Fieonoja
- węgierski - Teónia

Teona imieniny obchodzi:
- 3 stycznia, jako wspomnienie św. Teonasa (Teona), który przyjął po nawróceniu imię Synezjusz, wspominanego razem ze św. Teopemptem;
- 22 sierpnia, jako wspomnienie św. Teonasa (Teona), wspominanego w grupie ze śwśw. Agatonikiem, Zotykiem, Zenonem, Sewerianem i innymi świętymi;
- 28 grudnia, jako wspomnienie św. Teonasa (Teona), biskupa Aleksandrii